# Andreaea tasmanica
Andreaea tasmanica är en bladmossart som beskrevs av Rodway 1916. Andreaea tasmanica ingår i släktet sotmossor, och familjen Andreaeaceae. Inga underarter finns listade i Catalogue of Life.